# Легенда о дочери Байкала
Ангарские бусы — бурятская легенда о реках Ангара, Иркут и Енисей, озере Байкал и скале Шаман-камень.
Вольный пересказ В. П. Стародумова по мотивам бурятского фольклора.

## Красавица Ангара
В теченьи быстром Ангары,

У самого истока,

Большая глыба из воды

Торчала одиноко.

Ещё наивное дитя

Вопрос задало маме:

- Скажи, забросил кто туда

Такой огромный камень?

Мать, объяснений не найдя,

Сказала в оправданье:

- Вот так спросил! Постой, хотя…

Есть древнее преданье.

Не знаю – правда или нет.

Давно то было очень…

Легенде этой сотни лет, 

А может даже больше.

Была у батюшки Байкала

Большая дружная семья.

Сынов и дочерей не мало, 

Но всех милее Ангара.

Она, как пава, величава.

Лицо прекрасно, стать стройна.

Утеха жизни и забава

Она для старика отца.

Но вот однажды Енисей,

Красавец гордый и могучий,

Безумно полюбился ей

И сердце девичье измучил.

Прочь от родного очага,

Тайком во мраке темноты

К нему бежала Ангара

В порыве пламенной любви.

Байкал был страшно разъярён.

Сломив скалы вершину,

Вдогонку дочке бросил он,

Да силы не хватило.

Беглянку камень не настиг…

На девичью косу

Упал он и теперь лежит,

Прижав её ко дну.

С тех пор ласкает Ангара

В объятьях страстных жениха

И только длинная коса –

В руках сердитого отца…

Сынок, обломок той скалы

И есть тот самый камень. 

Его Шаманом нарекли,

А кто, за что – не знаю…
Давным-давно жил в своём дворце могучий седой богатырь Байкал. Не было во всей стране равного ему по силе и богатству. Он был суров, стоило ему рассердится, так волны громко бились о скалы. Много рек и речушек было под властью у повелителя.
Была у Байкала единственная дочь — Ангара. Первой красавицей она слыла во всём свете, красивее её не было на земле. Днём она светла — светлее неба, ночью темна — темнее тучи. И кто бы ни ехал мимо Ангары, все любовались ею, все славили её. Даже перелётные птицы: гуси, лебеди, журавли — спускались низко, но на воду Ангары садились редко. Говорили они: «Разве можно светлое чернить?»
Очень сильно любил свою дочь Байкал, но был строг к ней и часто держал её взаперти, в недоступных глубинах. Часто-часто тосковала красавица Ангара, думая о воле…
Но однажды прилетела на берег чайка, села на один из утёсов и стала рассказывать речкам и речушкам о житье-бытье в богатых далёких степях, откуда держала путь. Рассказывала она им о самом сильном и красивом богатыре Енисее, о славном сыне Саяна. Услышала она о Енисее от горных ручьев и ещё более заскучала, и возжелала Ангара увидеть Енисея. Но как же ей тогда вырваться из темницы, из крепких высоких стен дворца?
Взмолилась Ангара: «О, тэнгэри! Сжальтесь над пленной душой! Не будьте суровы и строги ко мне, заточённой в темнице. Пожалейте, юность мою в могилу толкает запретом Байкал… Дайте мне смелость и силу сбежать, одолев эти стены из скал».
Узнал о помыслах любимой дочери Байкал, запер её ещё крепче и стал искать жениха из соседей: не хотелось ему отдавать дочь столь далеко от родины. Выбор Байкала остановился на богатом и смелом красавце Иркуте. Послал Байкал гонцов за Иркутом, чтобы посвататься Ангару с ним. Узнала об этом Ангара и горько-горько заплакала. Умоляла она, просила не отдавать за Иркута: не нравился он ей. Но Байкал не стал слушать, ещё глубже спрятал Ангару, а сверху закрыл хрустальными запорами и приказал Ольхону сторожить её. Пуще прежнего взмолилась Ангара о помощи. И решили ручейки и речки помочь ей. Стали они подмывать прибрежные скалы.
Близилась свадебная ночь. Тэнгэри послали на Байкала и его стражей множество сновидений. Крепко спал в эту ночь старик Байкал, и Ольхон, утомлённый разговорами и смехом речушек, прилёг рядом отдохнуть, думая что Ангара никуда не сбежит под его надёжным и лёгким сном. Но Ангара с сестрицами тихо взломали запоры и они выбежали из темницы. А ручейки всё рыли и рыли тайный проход и, наконец, Ангара с шумом вырвалась из каменных стен и помчалась к своему желанному Енисею.
Вдруг проснулся старик Байкал: что-то недоброе увидел он во сне. Соскочил — испугался. Кругом шум, треск. Проснулся в ужасе Ольхон и увидел, что Ангара с речушками взломали темницу, доложил Байкалу, что Ангара сбежала. Понял Байкал, что случилось, рассвирепел. И поднялась буря, зарыдали горы, попадали леса, почернело от злости небо, звери в страхе разбежались по всей земле, рыбы нырнули на самое дно, птицы унеслись к солнцу. Только ветер выл, да бесновалось море-богатырь. Выбежал из дворца могучий Байкал, ударил по седой горе, отломил от берега целый утёс и с проклятием бросил его вслед убегающей дочери, надеясь закрыть ей проход.
Но поздно. Ангара была уже далеко. А камень так и лежит с тех пор на том месте, где прорвала утёсы Ангара. Это и есть скала Шаман-камень. Иркут побежал за ней, но только и успел схватиться за её длинную фату.
Тысячи лет течёт Ангара в Енисей водой-слезой, а седой одинокий Байкал стал хмурым и страшным. Скалу, которую бросил Байкал вслед дочери, назвали люди Шаманским камнем. Там приносились Байкалу богатые жертвы. Люди говорили: «Байкал разгневается, сорвёт Шаманский камень, Байкал выпрыгнет из берегов и настигнет свою дочь, затопив все на пути своими водами».

## Интересные факты
- Шаман-камень — реально существующая скала в истоке Ангары. После пуска Иркутской ГЭС и затопления водохранилища из воды виднеется лишь её небольшая верхушка. Ранее на ней действительно оставляли на ночь провинившихся в наказание. Считалось, если воды священного озера не поглотили страдальца — он невиновен